# Festuca hyperborea
Festuca hyperborea là một loài thực vật có hoa trong họ Hòa thảo. Loài này được Holmen mô tả khoa học đầu tiên năm 1957.